# ネオシーダー
ネオシーダーは、千葉県習志野市のアンターク本舗が1959年から販売しているたばこに似た形状の咳止め薬で、OTC医薬品（【指定第2類医薬品】）である。

## 概要
紙巻きたばこのような形状をしており、用法も紙巻きたばこの喫煙方法と全く同じである。また、包装もソフトパックのたばこと全く同じであり、使用可能年齢もたばこと同じく20歳以上である。咳を鎮め、痰を切る効果があるが、たばこの代用品としては利用できず、禁煙目的の使用はしないよう推奨されており、これを吸うことにより禁煙できるわけではない。容量・用法は1回1-2本、1日10本を目安とする。
微量のニコチン・タール他の有害物質を含有しているため、喫煙習慣のない人、20歳未満の人などは使用が禁じられている。また、禁煙補助剤（ニコチンガム他）と併用しないよう注意されている。
用途外であるが、たばこ代替品として利用される例が散見される。特に2010年のたばこ税増税に伴うたばこの値上げ以降、一般的なたばこ製品と当製品との価格差が大きくなってからは、その傾向は強くなった。なお前述のとおりニコチン・タールを微量ながら含有しており（後述）、有害物質の摂取が避けられないので、「ニコチン・タール他を使用しない健康上問題の無いたばこ」として使用するのは根本的に誤りである。
以前までは通常のたばこよりニコチン・タールの含有量が比較的少ないことから、映画、テレビドラマ、舞台公演での喫煙シーンの小道具として使われることもあるが減少傾向である。
医薬品であるため、薬局・ドラッグストアのみで販売される。

## 成分
主成分は次のとおり（分量は1本あたり）。
- 塩化アンモニウム - 0.003g
- 安息香酸 - 0.006g
- カンゾウエキス - 微量
- ハッカ油 - 微量

主原料はヤマアジサイ（アジサイ科の植物）の葉とされている。なお、タバコはナス科。

## 報道
大阪府立成人病センターの田中英夫らの調査によると、禁煙患者の尿からニコチンの分解産物が検出され、ネオシーダーの使用がわかったことからさらに別のネオシーダー愛好者に対する実験を行ったところ同様の結果が得られた。また、公的機関の分析によると、一本あたりの吸入量はニコチンがライトたばこの5分の1・タールはセブンスターより多く、依存性があることも判明した。
2007年に使用上の注意が改訂され、それまで記載が無かった「タール･ニコチンを含有する」旨の記述が追加され、警告として非喫煙者・20歳未満者の使用、禁煙治療薬利用者は使用しないように、との注意表記がされる事となった。

## 広告
新聞広告などで池谷イサオが4コマ漫画でネオシーダーの広告をしている。